# 河洑镇
河洑镇，是中华人民共和国湖南省常德市武陵区下辖的一个乡镇级行政单位。

## 行政区划
河洑镇下辖以下地区：
犀牛口社区、杨桥村、青林村、岩桥寺村、三星垱村、白鹤庵村、全美村、朱湖村、南湖村、雷坛岗村、洪流闸村和合兴村。